# Čepí
Čepí település Csehországban, a Pardubicei járásban. Čepí Dubany, Rozhovice, Třibřichy, Dřenice, Starý Mateřov és Jezbořice településekkel határos. Lakosainak száma 474 fő (2024. január 1.).

## Népesség
A település lakosságának változását az alábbi diagram mutatja:
| Lakosok száma | 220  | 252  | 457  | 310  | 405  | 410  | 437  | 450  | 470  | 474  |
|               | 1869 | 1890 | 1921 | 1950 | 1980 | 2001 | 2017 | 2019 | 2022 | 2024 |